# عزلة الواغرة (الجوف)

تعديل مصدري - تعديل

عزلة الواغرة هي إحدى عزل مديرية الحميدات في محافظة الجوف اليمنية ويبلغ تعداد سكانها 3759 نسمة حسب التعداد السكاني في اليمن لعام 2004.

## روابط خارجية
- الجهاز المركزي للإحصاء بالجمهورية اليمنية
- المركز الوطني للمعلومات باليمن
- World Gazetteer:Yemen
- الدليل الشامل